# M'n dochter en ik
M'n dochter en ik was een Nederlandse komedieserie uit 1995 die werd uitgezonden door RTL 4. De serie is gebaseerd op het Engelse Me and My Girl van John Cane, deze werd door de KRO uitgezonden. Edwin de Vries en Coot van Doesburgh vertaalden en bewerkten de Nederlandse variant. In het derde seizoen nam Kees Vroege dit van ze over. Tony Craven en Norbert ter Hall verzorgden de regie. Gerard Cox zingt de titelsong van de serie.

## Verhaal
Simon heeft een reclamebureau. Eye catchers genaamd. Sinds de dood van zijn vrouw zorgt een huishoudster voor zijn dochter Christien, die hij Chris noemt. Zijn schoonmoeder Nel komt geregeld langs om zich met van alles te bemoeien. Op zijn werk valt zijn collega Dirk hem vaak lastig met geklaag over diens slechte huwelijk.

## Rolverdeling

### Hoofdrollen
| Personage                       | Acteur/actrice      |
| ------------------------------- | ------------------- |
| Simon ten Cate                  | Edwin de Vries      |
| Christien ('Chris') ten Cate    | Marleen Scholten    |
| Dirk Vogelzang                  | Maarten Wansink     |
| Oma Nel Hasselman-van de Linden | Kitty Janssen       |
| Jeltje Wikje Boerstra           | Catharina Haverkamp |
| Lisa                            | Daniëlla Mercelina  |

### Terugkerende gastrollen
| Personage             | Acteur/actrice        | Seizoen  |
| --------------------- | --------------------- | -------- |
| Marco Mastenbroek     | Hein van Beem         | 1        |
| Marco Mastenbroek     | Dick van den Toorn    | 2 & 3    |
| Flap van Haerscholten | Allard van der Scheer | 1, 2 & 3 |
| Meneer Boerstra       | Rients Gratama        | 1 & 2    |

### Gastrollen
Seizoen 1
- Pim Vosmaer - Meneer Ramesj
- Ellen ten Damme - Tanja
- Marnie Blok - Marije Donkersloot
- Monique Rosier - Laura
- Ruud van Andel - Brandweerman
- Ursul de Geer - Dhr. Kreijns
- Eric Krediet - Jelle
- Fred Meijer - Harry
- Isabella van Rooy - Juf Spaak
- Lotje Mertens - Roos
- Rudi Falkenhagen - Herman Griensma
- Hans van der Gragt - Jules
- Rik Luycx - Jim
- Saskia van Basten Batenburg - Henriëtte (seizoen 1 & 2)
- Sacco van der Made - oudere heer
- Hans Beijer - Henk
- Ger Smit - Dhr. de Lucht
- Michelle Beugeling - Roos
- Sanne van Binnendijk - Anneloes
- Ilsa Sobering - Emma
- Bobby Markus - Bart
- Daniël Boissevain - Ron
- Jules Croiset - Hein van Ballegooyen
- Iwana Chronis - Karlijn
- Inge Ipenburg - Pam
- Stanley Burleson - Barry
- Ad Hoeymans - Olivier
- Renée Fokker - Marja

Seizoen 2
- Simone Kleinsma - Janneke
- Jaap Stobbe - Meneer Oldenburg
- Gerda Cronie - Dokter
- Lex Passchier - Alex
- Tom de Jong - Broeder
- Sara Zentjes - Verpleegster
- Esther Roord - Anna
- Anousha Nzumé - Verkoopster
- Hein Boele - Bankdirecteur
- Maeve van der Steen - Lisette
- Eric van Ingen - Leonard Brokken
- Raoul Boer - Barman
- Jimmy Geduld - Jimmy
- Eva Duijvestein - Jennifer Waterman
- Tom van Beek - Karel Waterman
- Maria Stiegelis - Simone Waterman
- Joep Sertons - Stef
- Bart de Vries - Gerrie van Zwinderen
- Judith Thijssen - Danseres
- Mary-Lou van Steenis - Heleen
- Irma Hartog - Verpleegster
- Niek Barendsen - Dokter
- Frederik de Groot - Belastinginspecteur
- Jan de Groot - Kees
- Angela Schijf - Emma Timmers
- Judith Hees - Laura Timmers
- Sabine Koning - Tetske

Seizoen 3
- Pieter Lutz - Beertje Berenschot
- Lex Passchier - Bart Vermeulen
- Ricardo Sibello - Bill
- Chimène van Oosterhout - Verkoopster
- Ellis van den Brink - Wilma
- Koos van der Knaap - Dolf
- Moniek van Male - Lerares
- Sylvia Holstijn - Eva
- Yorick van Wageningen - Alfons Peelen
- Igor Corbeau - Johan
- Erik de Vries - Barkeeper Bert
- Ellen Röhrman - Dokter
- Filip Bolluyt - Evert Boerstra
- Janke Dekker - Tandarts de Groot
- Margo Dames - Ellen
- Paul Hoes - man in restaurant
- Joost Buitenweg - Guus
- Jimmy Geduld - zichzelf

## Afleveringen

### Seizoen 1 (1995)
| Aflevering (seizoen) | Aflevering (serie) | Code  | Titel                     | Uitzenddatum  |
| -------------------- | ------------------ | ----- | ------------------------- | ------------- |
| 1                    | 1                  | 01x01 | Ik hou van jou            | 6 maart 1995  |
| 2                    | 2                  | 01x02 | Oprechter trouw           | 13 maart 1995 |
| 3                    | 3                  | 01x03 | Als de kat van huis is    | 20 maart 1995 |
| 4                    | 4                  | 01x04 | Hulp in huis              | 27 maart 1995 |
| 5                    | 5                  | 01x05 | Therapie                  | 3 april 1995  |
| 6                    | 6                  | 01x06 | Ecologie                  | 10 april 1995 |
| 7                    | 7                  | 01x07 | Elvis de pelvis           | 17 april 1995 |
| 8                    | 8                  | 01x08 | Katjesspel                | 24 april 1995 |
| 9                    | 9                  | 01x09 | Lange vingers             | 1 mei 1995    |
| 10                   | 10                 | 01x10 | De jeugd van tegenwoordig | 8 mei 1995    |
| 11                   | 11                 | 01x11 | Amerika                   | 15 mei 1995   |
| 12                   | 12                 | 01x12 | Over de kop               | 22 mei 1995   |
| 13                   | 13                 | 01x13 | Vakantie                  | 29 mei 1995   |

### Seizoen 2 (1995)
| Aflevering (seizoen) | Aflevering (serie) | Code  | Titel               | Uitzenddatum      |
| -------------------- | ------------------ | ----- | ------------------- | ----------------- |
| 1                    | 14                 | 02x01 | Koehandel           | 4 september 1995  |
| 2                    | 15                 | 02x02 | Harry               | 11 september 1995 |
| 3                    | 16                 | 02x03 | Uit elkaar          | 18 september 1995 |
| 4                    | 17                 | 02x04 | Een vrouw met smaak | 25 september 1995 |
| 5                    | 18                 | 02x05 | Personeel           | 2 oktober 1995    |
| 6                    | 19                 | 02x06 | Zondagsrust         | 9 oktober 1995    |
| 7                    | 20                 | 02x07 | Belasting-inspectie | 16 oktober 1995   |
| 8                    | 21                 | 02x08 | Oude liefde         | 23 oktober 1995   |
| 9                    | 22                 | 02x09 | Klaar over          | 30 oktober 1995   |
| 10                   | 23                 | 02x10 | Het schilderij      | 6 november 1995   |
| 11                   | 24                 | 02x11 | Parijs              | 13 november 1995  |
| 12                   | 25                 | 02x12 | Een waanzinnige bui | 20 november 1995  |
| 13                   | 26                 | 02x13 | Stress              | 27 november 1995  |

### Seizoen 3 (1996)
| Aflevering (seizoen) | Aflevering (serie) | Code  | Titel                   | Uitzenddatum      |
| -------------------- | ------------------ | ----- | ----------------------- | ----------------- |
| 1                    | 27                 | 03x01 | Hart op hol             | 2 september 1996  |
| 2                    | 28                 | 03x02 | De dino en de lobbes    | 9 september 1996  |
| 3                    | 29                 | 03x03 | Latent talent           | 16 september 1996 |
| 4                    | 30                 | 03x04 | Een vrolijke Frans      | 23 september 1996 |
| 5                    | 31                 | 03x05 | Ware liefde             | 30 september 1996 |
| 6                    | 32                 | 03x06 | Een nacht vol passie    | 7 oktober 1996    |
| 7                    | 33                 | 03x07 | Arme Dirk               | 14 oktober 1996   |
| 8                    | 34                 | 03x08 | Familie-betrekkingen    | 21 oktober 1996   |
| 9                    | 35                 | 03x09 | Een verloren weekend    | 28 oktober 1996   |
| 10                   | 36                 | 03x10 | Halfjaarlijkse controle | 4 november 1996   |
| 11                   | 37                 | 03x11 | Geluk bij een ongeluk   | 11 november 1996  |
| 12                   | 38                 | 03x12 | Adriaan                 | 18 november 1996  |
| 13                   | 39                 | 03x13 | Fusie met foefjes       | 25 november 1996  |

## Dvd
- De drie seizoenen zijn op dvd verschenen en tevens verkrijgbaar in een box.